# Heterohyrax brucei
La procavia (o irace) delle steppe (Heterohyrax brucei) è una delle quattro specie note di iraci (ordine Hyracoidea), e l'unica del genere Heterohyrax. Per morfologia e abitudini è molto simile all'irace del Capo; come quest'ultimo, viene chiamato dassie in afrikaans e pimbi in swahili. In inglese viene chiamato yellow-spotted dassie (irace dalle macchie gialle).

## Descrizione
Ha una lunghezza di circa 45 cm e un peso di 4 kg; il pelo è più corto e ispido che in altre specie di iraci, di colore variabile dal grigio al marrone scuro. Sopra gli occhi ci sono spesso due macchie di pelo chiaro, quasi bianco, e un'altra macchia bianca si trova in mezzo al dorso. Il ventre è bianco.

## Biologia
Si nutre di erba, foglie, corteccia, radici, e occasionalmente qualche insetto. È un animale decisamente gregario, che vive in gruppi numerosi. È prevalentemente diurna, e come altri iraci apprezza molto stare sdraiata al sole a scaldarsi.
La gestazione dura 7 mesi, e vengono partoriti uno o due cuccioli. La durata media della vita è di circa 6 anni. I suoi principali nemici naturali sono pitoni, leopardi, manguste e rapaci.

## Distribuzione e habitat
È diffuso in diverse regioni dell'Africa, e in particolare nell'Egitto meridionale, nell'Angola centrale, e nel Sudafrica settentrionale. 
Predilige le zone rocciose nella savana o in montagna, fino ad altitudini di 4.000 m.